# Estadio Azteca
Estadio Azteca (pol. Stadion Azteków) – stadion piłkarski w Meksyku, jeden z największych na świecie. Dwukrotna arena finałów mistrzostw świata. Właścicielem stadionu jest meksykańska grupa mediowa Televisa.
Estadio Azteca został wybudowany na Letnie Igrzyska Olimpijskie 1968 – rozgrywano na nim spotkania turnieju piłkarskiego. Jego projektantem był Pedro Ramírez Vázquez. Pierwsze spotkanie na nowym stadionie odbyło się 29 maja 1966. W tym dniu Club América zremisował z Torino FC 2:2.
W 1970 stadion był jedną z aren MŚ 1970. Odbyło się na nim 10 spotkań, w tym mecz finałowy Brazylia-Włochy wygrany przez Canarinhos 4:1. 16 lat później na Azteca rozegrano 9 meczów MŚ 86, w tym ponownie finał, tym razem Argentyna-Niemcy (3:2).
Od 1990 Azteca może pomieścić 114 465 widzów. Wcześniej jego pojemność wynosiła nawet 130 tys. ludzi. Na stadionie swoje mecze rozgrywa reprezentacja Meksyku, a także klubowe jedenastki América oraz Socio Águila F.C.